# 20 septembre 1973

## Naissances
- Joanne Pavey, athlète britannique
- Olaf Pollack , coureur cycliste allemand
- Brad Beyer, acteur américain
- Kristy Scrymgeour, coureuse cycliste professionnelle australienne
- Roger Feghali, pilote de rallyes libanais
- Miroslav Hýll, footballeur slovaque
- Jason MacIntyre (mort le 15 janvier 2008), coureur cycliste britannique
- Ronald McKinnon, joueur de football américain
- Todd Rogers, joueur de beach-volley américain

## Décès
- Ben Webster (né le 27 mars 1909), saxophoniste américain
- Jim Croce (né le 10 janvier 1943), chanteur, compositeur et guitariste américain
- Jack Marshall (né le 23 novembre 1921), compositeur américain
- André Hauriou (né le 23 juillet 1897), homme politique français
- Suzanne Girault (née le 28 juillet 1882), femme politique française
- Georges Izard (né le 17 juin 1903), homme politique français
- Edward Murphy (né le 1er février 1905), patineur de vitesse américain
- René François Schneyder (né le 20 octobre 1894), administrateur des services civils de l’Indochine française
- Robert S. Hartman (né le 27 janvier 1910), philosophe allemand
- Glenn Strange (né le 16 août 1899), acteur et compositeur américain
- Marion Fairbanks (née le 15 novembre 1900), actrice de théâtre et de cinéma muet anglaise

## Autres événements
- Sortie française des films Le Sourire vertical et L'Emmerdeur
- Sortie canadienne du film Les Corps célestes
- Sortie suisse du film Le Retour d'Afrique
- Sortie italienne du film Baba Yaga
- Découverte de l'astéroïde (1921) Pala par Tom Gehrels
- Baptême d'Haakon de Norvège

### Vins italiens
Ces vins italiens ont obtenu leur appellation
- Colli Berici (DOC)
- Freisa di Chieri
- Freisa di Chieri superiore
- Freisa di Chieri amabile
- Colli Berici Tocai rosso
- Colli Berici Cabernet riserva
- Colli Berici spumante
- Freisa di Chieri spumante
- Freisa di Chieri frizzante
- Colli Berici Garganega
- Freisa di Chieri secco
- Colli Berici Pinot bianco
- Colli Berici Tocai italico
- Colli Berici Cabernet
- Colli Berici Sauvignon
- Colli Berici Merlot
- Colli Berici Chardonnay